# 岡本硝子
岡本硝子株式会社（おかもとがらす、英: OKAMOTO GLASS CO., LTD.）は、千葉県柏市に本社を置く特殊ガラスメーカーである。

## 概要
ガラス反射鏡およびフライアイレンズを主力事業としているが近年では機能性薄膜の分野に進出しようとしている。岡本硝子は時代時代の特殊硝子の市場トレンドの波を上手く乗りこなしてここまで来ている。古くは船舶用照明灯から自動車のヘッドランプ、電子レンジの防爆用ガラスなど。近年では投影プロジェクタ用反射鏡やフライアイレンズ、ガラス偏光子など。2014年8月からフライアイレンズの蒸着をフィリピンに委託。ガラスフリットにも進出。集光型太陽電池用光学系ガラスなどにも取り組んでいる。特殊光学フィルターも製造。現在、全社的に内製化率を高める方向へ進んでいる。歯科治療で使用する治療用ライトの反射鏡の分野では世界シェア80%を誇る。
また、東京都と千葉県の中小企業と大学、海洋研究開発機構による無人深海探査装置「江戸っ子1号」の開発プロジェクトに参加し、2015年2月からは当社が幹事会社となる形で事業化グループを結成。同年3月に事業化後最初の製品を海洋研究開発機構に納入した。

## 沿革
- 1928年 - 創業。
- 1947年3月 - 岡本硝子株式会社を設立。
- 2003年12月 - 日本証券業協会に店頭登録銘柄として登録。
- 2004年12月 - ジャスダック証券取引所に株式を上場。
- 2022年4月 - 東京証券取引所の市場区分の見直しにより、東京証券取引所のJASDAQからスタンダード市場に移行。